# Коновалово (Белгородская область)
Коновалово — село в Волоконовском районе Белгородской области России. Входит в состав Погромского сельского поселения.

## География
Село расположено в юго-восточной части Белгородской области, близ границы с Украиной, в 19,2 км по прямой к юго-западу от районного центра Волоконовки.

## История
В 1859 году — Валуйского уезда «хутор владельческий Коновалов при колодце» «между трактами города Харьков и Старый Оскол».
К 1900 году — Валуйского уезда Борисовской волости «хутор Коновалов (Михайловка) при овраге Коноваловом», 791,1 десятины земельного надела, на хуторе — «общественное здание», земская школа, мелочная и винная лавки.
С июля 1928 года хутор Коновалово в Волоконовском районе — центр Коноваловского сельсовета из 5 хуторов: Астахово, Дубки, Желобок, собственно Коновалово, Копанки и посёлок Лышников.
Во второй половине 1950-х годов село Коновалово — в Борисовском сельсовете Волоконовского района, в 1970-е — в Погромском сельсовете того же района.
В 1997 году Коновалово числилось в составе Погромского сельского округа Волоконовского района.
В 2010 году село Коновалово входит в состав Погромского сельского поселения Волоконовского района.

## Население
В 1859 году на хуторе Коновалове было 79 дворов, 570 жителей (291 мужчин, 279 женщин).
В 1900 году — 87 дворов, 586 жителей (306 мужчин, 280 женщин). В 1928 году — 911 жителей.
На 17 января 1979 года в Коновалове — 352 жителя, на 12 января 1989 года — 299 (из них 177 женщин), на 1 января 1994 года — 310 жителей, 119 хозяйств.
В 1997 году в Коновалове — 121 домовладение, 283 жителя; в 1999 году — 271 житель, в 2001 году — 261.
| 1859 | 1897 | 2002 | 2010 |
| ---- | ---- | ---- | ---- |
| 570  | ↗636 | ↘257 | ↘236 |

## Инфраструктура
По состоянию на 1995 год в Коновалове существовали восьмилетняя школа и клуб.

## Прославленные уроженцы
- В Коновалове в 1918 году родился Герой Советского Союза, летчик-истребитель Григорий Иванович Богомазов (после выхода в отставку жил в Белоруссии)[2].

## Интересные факты
- В XIX веке хутор Коновалов принадлежал графу, поручику артиллерии Дмитрию Дмитриевичу Девиеру.
- В 1940 году Коноваловская изба-читальня (избач Гунько) была признана лучшей в Волоконовском районе[2].